# Ерміоні
Ерміоні (грец. Ερμιόνη), давня назва Герміона (дав.-гр. ῾Ερμιόνη), або Герміон (дав.-гр. ῾Ερμιών) — грецьке містечко в Арголіді (Пелопоннес).

## Історія
Давня Герміона відома щонайменше з гомерівських часів, коли цю місцевість заселили дріопи. Славилася суднобудівництвом і виробництвом порфіри.

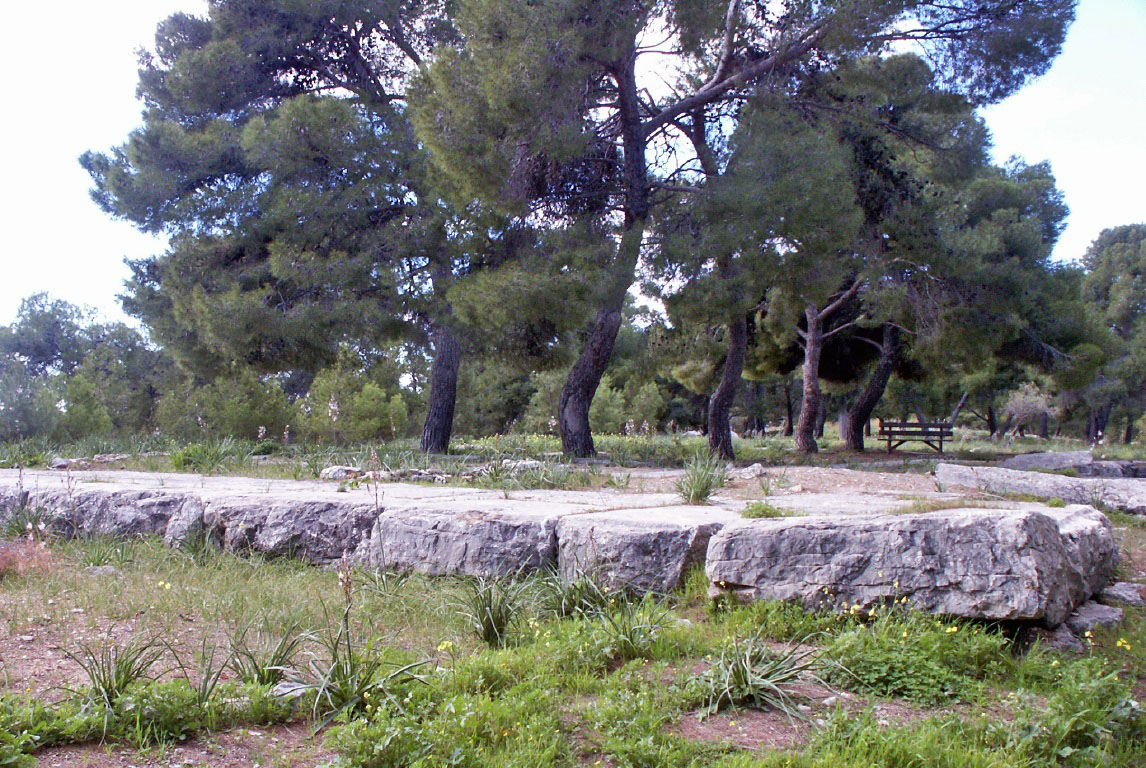
Руїни святилища Посейдона давньої Герміони

Зараз місцевість популярна серед туристів, зокрема й тому, що розташована навпроти острова Ідра (в античну добу Гідра).

## Персоналії
- Ласос Герміонський — давньогрецький поет 6 століття до н. е.
- Спіридон Меркуріс — мер Афін, батько Меліни Меркурі.